# Manhattan (juego de mesa)
Manhattan es un juego de mesa familiar de mayorías para entre dos y cuatro jugadores creado por el diseñador de juegos Andreas Seyfarth y publicado en 1994 por Hans im Glück. En palabras del autor, su propósito fue «crear un juego plano en la tercera dimensión».
A lo largo de cuatro rondas, los jugadores coocan una serie de edificios en nueve barrios, cada uno formado por una cuadrícula de 9 casillas dispuestas en tres filas y tres columnas. Al comienzo de cada ronda los jugadores deben seleccionar qué seis de sus 24 edificios (los hay de cuatro alturas distintas) van a colocar en dicha ronda.
Para jugar un edificio, cada jugador dispondrá de una mano de cuatro cartas que muestran un barrio y una de las 9 posiciones marcadas. Según su posición en el tablero, el jugador podrá colocar uno de sus edificios en dicha posición de uno de los 9 barrios, teniendo en cuenta que, si se coloca sobre un edificio rival, en el edificio completo debe haber al menos tantas plantas del jugador en turno como de cualquier otro jugador. El jugador que haya construido en último lugar en un edificio es el que lo controla. Al término de cada ronda se evalúa el edificio más alto de toda ciudad, la mayoría por barrios y el número de edificios de cada jugador.

## Premios y nominaciones
Entre otras distinciones, Manhattan ha obtenido las siguientes:
- 1994 Ganador del premio Spiel des Jahres.
- 1994 Tercer puesto en el Deutscher Spiele Preis en la categoría de mejor juego familiar.
- 2019 Finalista en el premio Juego del Año por su edición en idioma español.